# Òscar Dalmau
Òscar Dalmau Alcaine (Barcelona, 21 de enero de 1974) es un locutor, guionista y presentador de radio y televisión español.

## Biografía
Aunque empezó a estudiar periodismo, abandonó al poco tiempo esa carrera y se licenció en comunicación audiovisual en la Pompeu Fabra. Comenzó a trabajar como becario en El Terrat, y después pasó por varias cadenas de radio y televisión catalanas, donde ha desarrollado la mayor parte de su carrera. Bajo las órdenes de Manel Fuentes trabajó en programas como La noche... con Fuentes y cía (Telecinco), Amb Manel Fuentes (TV3) y Problemes Domèstics (Catalunya Ràdio). Después fue guionista en los programas satíricos Polònia y Crackòvia (TV3), e hizo la voz en off del programa documental Caçadors de bolets. En radio, colaboró en Julia en la Onda (Onda Cero) y en Minoria Absoluta (RAC1) a través de espacios humorísticos junto a Òscar Andreu, a quien conoció en la universidad y con el que ha trabajado en varios proyectos.
En septiembre de 2009 comenzó a presentar en TV3 El gran dictat, un concurso cultural que premia el uso correcto del idioma catalán. Ese mismo año, comenzó a presentar junto a Òscar Andreu el programa de radio La competència, que se emite en  RAC1. La Competència  continúa emitiéndose y en 2013 fue galardonado con el Premio Ondas. Además, Andreu y él han realizado para Televisió de Catalunya la serie de animación Jokebox, estrenada en octubre de 2011, y la versión televisiva de su programa de radio, La competència en color, para 8tv.
Además de su labor en radio y televisión, Dalmau es aficionado a la música y ha trabajado en la recuperación de grupos del pop catalán de las décadas de los 60 y los 70.